# Gausson
Gausson är en kommun i departementet Côtes-d'Armor i regionen Bretagne i nordvästra Frankrike. Kommunen ligger i kantonen Plouguenast som tillhör arrondissementet Saint-Brieuc. År 2022 hade Gausson 648 invånare.

## Befolkningsutveckling
Antalet invånare i kommunen Gausson
Referens:INSEE